# برنارد فيشر (لاعب كرة قدم)
برنارد فيشر (بالإنجليزية: Bernard Fisher)‏ (1935 بإنجلترا في المملكة المتحدة - أبريل 2022) هو لاعب كرة قدم بريطاني في مركز حراسة المرمى. لعب مع برادفورد سيتي وهال سيتي.